# Kielno (gmina)
Kielno (do 1954 Chwaszczyno) – dawna gmina wiejska istniejąca w latach 1973–1976 w woj. gdańskim (dzisiejsze woj. pomorskie). Siedzibą władz gminy było Kielno.
Gmina Kielno została utworzona w dniu 1 stycznia 1973 roku w powiecie wejherowskim w woj. gdańskim. W skład gminy weszły: Bojano, Chwaszczyno, Dobrzewino, Kielno, Koleczkowo, Leśno, Tuchom i Warzno.
1 czerwca 1975 roku gmina znalazła się w nowo utworzonym mniejszym woj. gdańskim.
2 lipca 1976 roku gmina została zniesiona, a jej tereny włączone do gmin:
- Szemud (obszary sołectw Bojano, Dobrzewino, Kielno, Koleczkowo, Leśno i Warzno),
- Żukowo (obszary sołectw Chwaszczyno i Tuchom).